# Ernestyna
Ernestyna – imię żeńskie, żeński odpowiednik imienia Ernest oznaczającego „poważny, stanowczy”. W Kościele katolickim istnieją dwie patronki tego imienia.
Innym żeńskim odpowiednikiem imienia Ernest jest Ernesta. Zdrobnienie: Ernestynka.
Imię rzadko nadawane; w styczniu 2024 r. w rejestrze PESEL, wśród publicznie dostępnych danych dotyczących osób żyjących, wykazano: 467 kobiet o imieniu Ernestyna, 9 – o imieniu Ernestina, 7 – o imieniu Ernestine, nadanym jako imię pierwsze oraz 285 kobiet noszących imię Ernestyna jako imię drugie. Dla porównania, najczęściej nadane jako imię pierwsze – Anna, nosi 1 072 616 osób.
Ernestyna imieniny obchodzi 12 stycznia, 30 marca, 31 marca 31 maja, 31 lipca i 29 sierpnia.

## Imię Ernestyna w innych językach[12]
- łacina – Ernestina
- angielski – Ernestine
- francuski – Ernestine
- hiszpański – Ernestina
- niemieckl – Ernestina, Ernestine, Erna, Stina
- słowacki – Ernestina, Erna
- włoski – Ernestina, Nesta.

## Kobiety o imieniu Ernestyna
- Ernestine Rose (1810–1892) – pierwsza znana feministka ateistyczna (polskiego pochodzenia)
- Jane Russell, właśc. Ernestine Jane Geraldine Russell
- Ernestyna Winnicka

- Ernestynka występuje w Słówkach Tadeusza Boya-Żeleńskiego[1].